# Alineadors
Els alineadors són programes que a partir de material textual en dos llengües diferents enllacen segments més petits d'una llengua amb l'altra, amb la finalitat de crear o alimentar les memòries de traducció. Aquestes eines normalment es troben integrades en els sistemes de traducció assistida.
Dos eines molt utilitzades per a aquesta tasca són: WinAlign (de Trados) i +Align (de Wordfast).